# Philochortus zolii
Philochortus zolii är en ödleart som beskrevs av  Giuseppe Scortecci 1934. Philochortus zolii ingår i släktet Philochortus och familjen lacertider. IUCN kategoriserar arten globalt som akut hotad. Inga underarter finns listade i Catalogue of Life.
Artepitetet i det vetenskapliga namnet hedrar Signor Zolio som var president för Italiens zoologiska sällskap. Sällskapet organiserade en expedition till Libyen och där upptäcktes arten.